# MHC Westerkwartier
MHC Westerkwartier is een Nederlandse hockeyclub uit de Groningense plaats Zuidhorn.
De club werd opgericht op 7 oktober 1981 en speelt op een terrein aan het Van Starkenborghkanaal Zuidzijde. De club heeft in het seizoen 2012/13 geen standaardteams in de bondscompetities van de KNHB.